# Sōsuke Ikematsu
Sōsuke Ikematsu (池松 壮亮 Ikematsu Sōsuke?,  Fukuoka, Prefectura de Fukuoka, 9 de julio de 1990) es un actor de televisión, películas y teatro japonés, conocido internacionalmente por su papel de Higen, el joven sobrino del samurái Katsumoto, en el filme El último samurái.

## Vida y carrera
Ikematsu nació el 9 de julio de 1990 en la ciudad de Dazaifu, Prefectura de Fukuoka. Su primer papel importante fue a la edad de trece años en la película de 2003 El último samurái, en la que interpretó el papel de Higen. Desde entonces, ha protagonizado numerosos largometrajes en Japón. Ikematsu se graduó de la Noma Junior High School en Minami-ku, Fukuoka, en marzo de 2006.

## Filmografía

### Películas
- El último samurái - Higen (2003)
- Tetsujin 28: The Movie - Shōtarō (2005)
- Otoko-tachi no Yamato - Atsushi (2005)
- Udon - Shōta Mizusawa (2006)
- Yoru no Pikunikku - Junya Sakaki (2006)
- Genghis Khan: To the Ends of the Earth and Sea (2007)
- Sand Chronicles - Daigo Kitamura (2008)
- Dive!! - Yōichi (2008)
- Ike-chan to Boku - Boku (2009)
- Shin-san - Mamoru (2009)
- Hanbun no Tsuki ga Noboru Sora - Yūichi (2010)
- Moshi Dora - Jirō (2011)
- Ike! Danshi Kōkō Engekibu - Kaji (2011)
- Yokomichi Yonosuke (2013)
- Ai no Uzu - Isamu (2014)
- Pale Moon (2014)[2]
- The Vancouver Asahi - Frank Nojima (2014)[3]
- My Hawaiian Discovery (2014)
- A Cappella - Wataru Dōmoto (2016)
- The Shell Collector (2016)
- Destruction Babies (2016)
- After the Storm (2016)
- Someone's Xylophone (2016)
- Setoutsumi - Utsumi (2016)
- Death Note: Light Up the New World - Ryūzaki (2016)
- The Long Excuse - Kishimoto (2016)
- The Tokyo Night Sky Is Always the Densest Shade of Blue - Shinji (2017)
- Chiri Tsubaki (2018)
- Shin Kamen Rider - Takeshi Hongo/Kamen Rider (2023)

### Doramas
- Yoshitsune - joven Minamoto no Yoritomo (2005)
- Shinsengumi!! Hijikata Toshizō Saigo no Ichi-nichi - Ichimura Tetsunosuke (2006)
- Fūrin Kazan - joven Takeda Shingen y Takeda Katsuyori (2007)
- Inochi no Shima - Tōru (2009)
- The Three Musketeers (2009-2010) - D'Artagnan (voz)
- 15 Sai no Shiganhei - Masami Fujiyama (2010)
- Q10 - Takehiko Kubo (2010)
- Tomehane! Suzuri Kōkō Shodōbu - Yukari Ōe (2010)
- Mozu - Shingai Kazuhiko (2014)
- Sherlock Holmes (2014-2015) - Jack Stapleton (voz)
- Death Note: New Generation - Ryūzaki (2016)
- Kindaichi Kosuke Tōjō! - Kosuke Kindaichi (2016)
- Silver and Gold - Tetsuo Morita (2017)
- Byplayers - Él mismo (2017)

### Teatro
- The Lion King - Joven Simba (2001)